# 第29回有馬記念
第29回有馬記念は、1984年12月23日に中山競馬場で施行された競馬競走である。シンボリルドルフが、ミスターシービー・カツラギエース等を押さえ、優勝した。年齢は全て旧表記（数え年）にて表記。

## レース施行時の状況
この年無敗で三冠馬となったシンボリルドルフ、前年に19年ぶりの三冠馬となったミスターシービー、4週間前のジャパンカップで前述の二頭を破り日本馬として初めてジャパンカップを制したカツラギエースが出走した。当時の単枠指定制度下において、この3頭は揃って単枠に指定された。これは主催者である日本中央競馬会 (JRA)が、この3頭で単勝支持率の合計90 %前後もしくはそれ以上を集めうると想定するような状況にあったことを意味する。このように当競走は施行前からいわゆる三強対決になると考えられていた。
ファン投票では1位ミスターシービー、2位シンボリルドルフ、3位カツラギエースの順、単勝はシンボリルドルフが1番人気、2番人気ミスターシービー、3番人気カツラギエース。

## 出走馬と枠順
天候：晴れ、芝：良馬場
| 枠番 | 馬番 | 競走馬名           | 性齢 | 騎手     | オッズ   | 調教師     |
| ---- | ---- | ------------------ | ---- | -------- | -------- | ---------- |
| 1    | 1    | スズマッハ         | 牡4  | 大崎昭一 | 8番人気  | 仲住芳雄   |
| 2    | 2    | ミスターシービー   | 牡5  | 吉永正人 | 2番人気  | 松山康久   |
| 3    | 3    | メジロシートン     | 牡4  | 的場均   | 4番人気  | 大久保洋吉 |
| 4    | 4    | シンボリルドルフ   | 牡4  | 岡部幸雄 | 1番人気  | 野平祐二   |
| 5    | 5    | トウショウペガサス | 牡6  | 中島啓之 | 6番人気  | 奥平真治   |
| 5    | 6    | サクラガイセン     | 牡5  | 小島太   | 5番人気  | 久保田彦之 |
| 6    | 7    | キョウワサンダー   | 牝4  | 樋口弘   | 10番人気 | 吉岡八郎   |
| 6    | 8    | ダスゲニー         | 牝5  | 田村正光 | 11番人気 | 新関力     |
| 7    | 9    | カツラギエース     | 牡5  | 西浦勝一 | 3番人気  | 土門一美   |
| 8    | 10   | ミサキネバアー     | 牡6  | 増沢末夫 | 7番人気  | 田中四郎   |
| 8    | 11   | ダイナカール       | 牝5  | 安田富男 | 9番人気  | 高橋英夫   |

## レース展開
カツラギエースがジャパンカップの再現とばかりに、スローペースで単騎5馬身の差をつけて逃げはじめる。あまりにも後ろから行くことになったジャパンカップの反省から「馬群に入って戦う」作戦を選んだミスターシービーが、珍しくスタート直後から手綱をしごき、9番手といつもより前の位置につける。このレースで引退となるカツラギエースには絶対借りを返すという姿勢で臨んだシンボリルドルフは、ミスターシービーの追い込みを度外視して、正面スタンド前で単騎2番手にあがり、自力でカツラギエースを捉えに向かう。
逃げるカツラギエースにシンボリルドルフはじわじわと肉迫、対してミスターシービーは向う正面のなかばから一気に上がって行くが、インコースを突いたため3コーナーから4コーナーにかけて馬群の中で動けなくなってしまう。
直線、シンボリルドルフがカツラギエースをあっさり交わし、レコードタイムでゴールイン。2着には2馬身差でカツラギエースが逃げ残り、ミスターシービーは直線でようやく馬ごみから抜け出したが、さらに1馬身1/2差の3着にまで追い込むのが精一杯であった。

## 競走結果
| 着順 | 枠番 | 馬番 | 競走馬名           | タイム          | 着差      |
| ---- | ---- | ---- | ------------------ | --------------- | --------- |
| 1    | 4    | 4    | シンボリルドルフ   | レコード 2.32.8 |           |
| 2    | 7    | 9    | カツラギエース     | 2.33.1          | 2馬身     |
| 3    | 2    | 2    | ミスターシービー   | 2.33.3          | 1 1/2馬身 |
| 4    | 1    | 1    | スズマッハ         | 2.33.6          | 1 3/4馬身 |
| 5    | 5    | 6    | サクラガイセン     | 2.33.7          | 1/2馬身   |
| 6    | 8    | 10   | ミサキネバアー     | 2.33.7          | ハナ      |
| 7    | 8    | 11   | ダイナカール       | 2.33.8          | 1/2馬身   |
| 8    | 6    | 8    | ダスゲニー         | 2.34.1          | 1 3/4馬身 |
| 9    | 3    | 3    | メジロシートン     | 2.35.2          | 7馬身     |
| 10   | 6    | 7    | キョウワサンダー   | 2.35.5          | 1 3/4馬身 |
| 11   | 5    | 5    | トウショウペガサス | 2.35.5          | クビ      |

レース結果の出典はJRA公式サイト「第29回有馬記念」競走成績。

### 払戻[2]
| 単勝式   | 4   | 170円 |
| 複勝式   | 4   | 100円 |
| 複勝式   | 9   | 150円 |
| 複勝式   | 2   | 110円 |
| 連勝複式 | 4-7 | 550円 |

## レースの記録
- 優勝馬シンボリルドルフ。門別シンボリ牧場産。父パーソロン。母スイートルナ。母の父スピードシンボリ。生涯通算16戦13勝[3]。この年4歳で皐月賞・日本ダービー・菊花賞を制し、史上4頭目の三冠馬となり、この有馬記念勝利で4歳で史上初の四冠を達成。[4]これはその後ナリタブライアン・オルフェーヴルが達成してこれまで3頭しかない記録である。この翌年の5歳時に天皇賞(春)・ジャパンカップ・有馬記念を制し、七冠馬と呼ばれる。以後は種牡馬として1991年二冠馬トウカイテイオーを出す。[4][3]2011年死去。
- シンボリルドルフはグレード制導入の最初の年に年間最多GI勝利4勝を記録。この記録はその後2000年にテイエムオペラオーが年間5勝するまで年間最多GI勝利数であった。
- 野平祐二調教師・岡部幸雄騎手とも初勝利。野平祐二はスピードシンボリで騎手として2勝しており、騎手と調教師の両方で有馬記念を制した。なおスピードシンボリはシンボリルドルフの母父になる。
- 2着のジャパンカップ馬カツラギエースは、ジャパンカップと有馬記念とを続けて連対した初めて馬となった。これを最後に引退。
- 勝ちタイム (2分32.8秒)は1978年のカネミノブ以来のレコード更新であった。3歳馬による有馬記念レコード勝ちはトウショウボーイ以来で、2022年現在シンボリルドルフが最後である[5]。
- 三冠馬同士の直接対決が有馬記念で行われたのは2023年現在唯一[6]。

## レースにまつわるエピソード
※前走ジャパンカップの敗戦に悔しい思いをした野平調教師が岡部騎手に「カツラギエースとマッチレースをしてもいい」と言った。
※この競走は優駿誌の「伝説の名レース・名勝負」では第9位。「名勝負BEST60」」では第12位にランクされている。